# Sofia a Prusiei
Prințesa Sofia a Prusiei (Sophie Dorothea Ulrike Alice; 14 iunie 1870 – 13 ianuarie 1932), a fost soția regelui Constantin I al Greciei.

## Prințesă a Prusiei
Sofia s-a născut la Potsdam, Prusia în 1870. Tatăl ei era Prințul moștenitor Frederic al Prusiei iar mama Prințesa Victoria a Regatului Unit, primul copil al reginei Victoria. În copilărie, familia i-a spus "Sossy".
 
Sofia a fost sora lui Wilhelm al II-lea al Germaniei, bunica paternă a reginei Sofia a Spaniei și a lui Constantin al II-lea al Greciei.

## Căsătorie

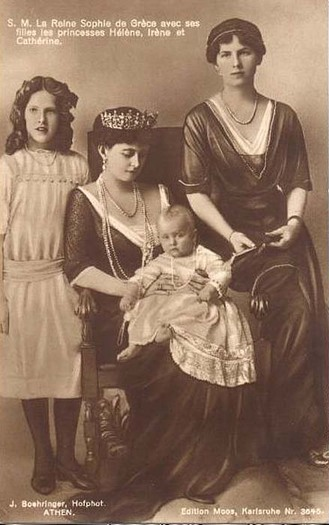
Sofia și fiicele sale: Irene, Ecaterina și Elena în 1912.

La 27 octombrie 1889 Sofia s-a căsătorit cu prințul moștenitor (mai târziu rege) Constantin al Greciei la Atena, Grecia. Ei erau verișori de gradul trei prin Paul I al Rusiei. În 1890 când Sofia a anunțat intenția ei de a renunța la luteranism pentru ortodoxism, soția fratelui ei Wilhelm al II-lea, Dona i-a spus că dacă va face acest lucru, nu numai că Wilhelm în calitate de șef al bisericii protestante prusace găsește acest lucru inacceptabil dar va fi interzisă în Germania iar sufletul ei va ajunge în iad.
Sofia și Constantin au avut șase copii:
- George II (20 iulie 1890 - 1 aprilie 1947), căsătorit cu Prințesa Elisabeta a României
- Alexandru I (1 august 1893 - 25 octombrie 1920) căsătorit cu Prințesa Aspasia a Greciei și Danemarcei
- Elena, regina mamă a României (2 mai 1896 - 28 noiembrie 1982) căsătorită cu Carol al II-lea al României
- Paul I al Greciei (14 decembrie 1901 - 6 martie 1964) căsătorit cu Prințesa Frederika de Hanovra
- Prințesa Irene, Ducesă de Aosta (13 februarie 1904 - 15 aprilie 1974) căsătorită cu Tomislav al II-lea al Croației, al 4-lea Duce de Aosta
- Prințesa Ecaterina (4 mai 1913 - 2 octombrie 2007) căsătorită cu maiorul Richard Brandram

## Exilul
Sofia a părăsit Grecia la 11 iunie 1917 împreună cu soțul ei (care a abdicat din cauza sentimentelor sale pro-germane) și au plecat în exil în Elveția însă au fost rechemați să preia tronul Greciei la scurt timp după moartea celui de-al doilea fiu al lor, Alexandru, care a murit de infecție provocată de o mușcătură de maimuță. Soțul ei a fost nevoit să abdice a doua oară după înfrângerea în războiul cu Turcia din 1922 și a murit la începutul anului următor.
În timpul Primului Război Mondial regina Sofia era văzută în Grecia ca o persoană cu vederi pro-germane puternice deoarece fratele ei era kaiserul Wilhelm al II-lea al Germaniei însă, ca și mama ei, Sofia avea profunde sentimente pro-britanice. În ultimii ani ai vieții sale, regina Sofia a fost diagnosticată cu cancer și a murit la Frankfurt, Germania, în 1932.